# Caterpillar 797
Caterpillar 797 är en serie terränggående tvåaxlade gruvtruckar från Caterpillar Inc., som tillverkats sedan 1998. Det är Caterpillars största truckar. Tredje generationens modell är Caterpillar 797F.
Den första tillverkade Caterpillar 797 av A-modell användes för tester från september 1998 från Caterpillars fabrik i Decatur i Illinois i USA. De första exemplaren som levererades till kund tillverkades 1999 för Bingham Canyon Mine i Utah i USA. Den motor som används är Cat 3524B fyrtakts 24-cylindrig dieselmotor, som ger en effekt på 3 400 hästkrafter (2 535 kW). Denna motor består av två 12-cylindriga Cat3512B HD som är sammankopplade för att fungera som en motor.
F-modellen från 2009 har sex däck från Michelin, vilka väger 5 300 kilogram per styck. Den lastar 400 ton, har en högsta hastighet på 68 kilometer per timme, är 7,44 meter hög och 15,09 meter lång. Bränsletanken rymmer 7 571 liter.
F-modellen var 2013 världens näst största gruvtruck efter vitryska Belaz 75710, som lastar 496 ton.